# Östra Värends tingslag
Östra Värends tingslag var ett tingslag i Kronobergs län i Östra Värends domsaga. Tingsplats var Lenhovda och Växjö.
Tingslaget bildades 1 januari 1948 av Konga tingslag och Uppvidinge tingslag och omfattade Konga härad och Uppvidinge härad. Tingslaget upplöstes 1971 och verksamheten överfördes då till Växjö tingsrätt. 